# Мадонна-дель-Сассо
Мадонна-дель-Сассо (итал. Madonna del Sasso) — коммуна в Италии, располагается в регионе Пьемонт, в провинции Вербано-Кузьо-Оссола.
Население составляет 448 человек (2008 г.), плотность населения составляет 30 чел./км². Занимает площадь 15 км². Почтовый индекс — 28010. Телефонный код — 0322.
Покровительницей коммуны почитается святая Анна, празднование 26 июля.

## Демография
Динамика населения:

## Администрация коммуны
- Официальный сайт: https://web.archive.org/web/20090726105859/http://www.cm-cusiomottarone.it/comuni/madonnasasso/default.asp